# Liste der Truppenteile der gepanzerten Kampftruppen des Heeres der Bundeswehr
Die Liste der Truppenteile der gepanzerten Kampftruppen des Heeres der Bundeswehr wird in folgenden Unterlisten präsentiert, die jeweils eine der zu den Gepanzerte Kampftruppen zählenden Truppengattungen behandelt:
- Liste der Truppenteile der Panzertruppe des Heeres der Bundeswehr
- Liste der Truppenteile der Panzergrenadiertruppe des Heeres der Bundeswehr
- Liste der Truppenteile der Panzeraufklärungstruppe des Heeres der Bundeswehr
- Liste der Truppenteile der Panzerjägertruppe des Heeres der Bundeswehr